# (35308) 1996 XJ20
1996 XJ20 (asteroide 35308) é um asteroide da cintura principal. Possui uma excentricidade de 0.08095770 e uma inclinação de 1.54789º.
Este asteroide foi descoberto no dia 4 de dezembro de 1996 por Spacewatch em Kitt Peak.